# Sergej Dmitrijev
Sergej Igorevič Dmitrijev (ruski: Сергей Игоревич Дмитриев) (Sankt Peterburg, Rusija, 19. ožujka 1964. ) je bivši ruski nogometaš. Na početku sezone 2010. radio kao asistent treneru Volge iz Tvera.

## Trofeji
- Prvenstvo Sovjetskog Saveza: 1984., 1991.
- Sovjetski Kup: 1991.
- Prvenstvo Rusije: 1997.
- Ruski kup: 1998.

## Reprezentacija
Dmitriev je skupio 6 nastupa za reprezentaciju Sovjetskog Saveza. Bio je član momčadi koja je 1988. osvojila srebro na Europskom prvenstvu, ali nije odigrao ni jednu utakmicu. Svoj jedini pogodak za reprezentaciju Sovjetskog Saveza postigao je 2. veljače 1985. u prijateljskoj utakmici protiv Maroka.